# Monika Dethier-Neumann
Pour les articles homonymes, voir Dethier et Neumann.
Monika Dethier-Neumann (née à Eupen le  26 février 1960) est une femme politique belge de langue allemande, membre d'Ecolo.
Mariée, trois enfants. A étudié l'architecture d'intérieur à l'Institut St-Luc à Liège. 
- De 1980 à 1984 ; responsable de conception et de chantier pour une menuiserie.
- De 1984 à 1992 : TCT à la paroisse et à la maison de jeunes d’Eupen avec la tâche de coordonner le travail des groupes organisés et l’insertion parmi eux de jeunes socialement faibles.
- Depuis 1992 : architecte d'intérieur indépendante.

## Carrière politique
- De 2001 à 2004 : conseillère communale Ecolo à Eupen,
- Depuis 2003 : membre du conseil de fédération Ecolo à Namur,
- De 2004 à 2014 : Députée wallonne Ecolo et membre conseillère du Parlement de la Communauté germanophone.
- Elle est réélue en 2009 et devient présidente intérimaire du parlement wallon jusqu'au 16 juillet 2009